# Астеризм (астрономия)
Астеризм (от др.-греч. ἀστήρ — «звезда») — легко различимая группа звёзд, имеющая исторически устоявшееся самостоятельное название. Астеризмами не считаются группы звёзд, включающие все значимые звёзды какого-либо созвездия, например, Дельфин, Северная Корона, Волосы Вероники или Южный Крест. Однако в первоначальном (и доныне обыденном) понимании созвездия как группы звёзд эти понятия близки и иногда синонимичны. В частности, у ранних античных авторов семизвездие «Ковша» было синонимом созвездия Большая Медведица, а Кассиопея эквивалентна астеризму «W».
В российской традиции к астеризмам принято относить и некоторые рассеянные звёздные скопления с различимыми невооружённым взглядом звёздами.
Понятие астеризм не является строго научным, оставаясь скорее данью традиции; список астеризмов официально не ведётся. С развитием любительской астрономии энтузиастами формируются каталоги астеризмов, состоящих из звёзд, наблюдаемых в непрофессиональную оптику.
Часто выделяемые астеризмы:
| Тип                           | Код    | Название                  | Описание | Созвездие                           | Часть небесной сферы                               |
| ----------------------------- | ------ | ------------------------- | --- | ----------------------------------- | -------------------------------------------------- |
|                               |        | Летне-осенний треугольник | Треугольник из 3 ярких звёзд: - Вега (α Лиры); - Денеб (α Лебедя); - Альтаир (α Орла). |                                     | Северная полусфера                                 |
|                               |        | Зимний треугольник        | Состоит из ярких звёзд: - Сириус (α Большого Пса, −1,46m); - Процион (α Малого Пса, 0,38m); - Бетельгейзе (α Ориона, 0,5m).                                                                                    |                                     | Экваториальная часть                               |
|                               |        | Зимний круг               | 9 звёзд: - 8 вдоль воображаемой окружности; - 1 примерно в её центре. Частично совпадает с Зимним треугольником.                                                                                               |                                     | Экваториальная часть                               |
|                               |        | Большой Квадрат           | 4 звезды, расположенные по углам воображаемого квадрата: - 3 звезды созвездия Пегас: - Маркаб (α Пегаса); - Шеат (β Пегаса); - Альгениб null (γ Пегаса). - 1 из созвездия Андромеда: - Альферац (α Андромеды). | Пегас. Включает в себя α Андромеды. | Приблизительно на 20° севернее небесного экватора. |
|                               |        | Весенний треугольник      | Арктур (α Волопаса), Денебола (β Льва), Спика (α Девы) |                                     | Экваториальная часть                               |
|                               |        | Большой Ковш              | Дубхе, Мерак, Фекда, Мегрец, Алиот, Мицар, Бенетнаш (α, β, γ, δ, ε, ζ, η Большой Медведицы) | Большая Медведица                   |                                                    |
|                               |        | Пояс Ориона               | Альнитак (ζ Ориона); Альнилам (ε Ориона); Минтака (δ Ориона) | Орион                               |                                                    |
|                               |        | Меч Ориона                | - 42 Ориона - Тета Ориона - Йота Ориона - M42 | Орион                               |                                                    |
|                               |        | Сноп                      | Бетельгейзе, Ригель, Беллатрикс, Минтака, Альнитак, Саиф (α, β, γ, δ, ζ, κ Ориона) | Орион                               |                                                    |
|                               |        | Малый Ковш                | | Малая Медведица                     |                                                    |
|                               |        | Бриллиантовый Крест       | | Киль                                |                                                    |
|                               |        | Голова Дракона            | | Дракон                              |                                                    |
|                               |        | Домик (Цефея)             | | Цефей                               |                                                    |
|                               |        | «W» (или «М»)             | | Кассиопея                           |                                                    |
|                               |        | Кувшин                    | | Водолей                             |                                                    |
|                               |        | Северный крест            | | Лебедь                              |                                                    |
|                               |        | Ложный Южный крест        | ι Киля, ε Киля, δ Парусов, κ Парусов | Киль, Паруса                        |                                                    |
|                               |        | Серп                      | | Лев                                 |                                                    |
|                               |        | Голова Горгоны            | | Персей                              |                                                    |
|                               |        | Хвост Скорпиона           | | Скорпион                            |                                                    |
|                               |        | Северная Рыба             | | Рыбы                                |                                                    |
|                               |        | Западная Рыба             | | Рыбы                                |                                                    |
| Рассеянное звёздное скопление |        | Ясли                      | | Рак                                 |                                                    |
| Рассеянное звёздное скопление |        | Ослята                    | | Рак                                 |                                                    |
| Рассеянное звёздное скопление |        | Плеяды                    | | Телец                               |                                                    |
| Рассеянное звёздное скопление |        | Гиады                     | | Телец                               |                                                    |
|                               |        | Коза и Козлята            | | Возничий                            | Северная полусфера                                 |
| Рассеянное звёздное скопление | Cr 399 | Вешалка                   | | Лисичка                             |                                                    |
|                               |        | Каскад Кембла             | | Жираф                               |                                                    |
|                               |        | Египетский крест          | 2 равносторонних треугольника, соединённых вершинами (в варианте начертания — Андреевский крест): - Сириус (α CMa); - Процион (α CMi); - Бетельгейзе (α Ori); - Наос (ζ Pup) - Факт (α Col).                   |                                     | Южная полусфера                                    |